# One More River to Cross
Albums de Canned Heat
The New Age
(1973) Memphis Heat
(1974)
One More River to Cross est le dixième album studio du groupe de blues rock américain Canned Heat, sorti en 1973. Pour cet album, le groupe négocie une fin de contrat avec Liberty Records pour travailler avec Atlantic Records. On y trouve les arrangements de cuivres des Muscle Shoal Horns aux côtés de Barry Beckett et Roger Hawkins. La pochette d'album est conçue par Ernie Cefalu.

## Liste des pistes
1. One More River to Cross (Daniel Moore) - 3:10
2. L.A. Town (Canned Heat) - 3:28
3. I Need Someone (Bob Hite) - 4:54
4. Bagful of Boogie (Canned Heat) - 3:34
5. I'm a Hog for You Baby (Jerry Leiber and Mike Stoller) - 2:40
6. You Am What You Am (James Shane) - 4:31
7. Shake, Rattle and Roll (Charles E. Calhoun, Joel Scott Hill) - 2:31
8. Bright Times Are Comin' (Canned Heat) - 3:11
9. Highway 401 (Canned Heat) - 3:53
10. We Remember Fats (Fats Domino Medley) (Dave Bartholomew, Fats Domino, Al Lewis) - 5:07

## Personnel
Canned Heat
- Bob Hite – chant
- Henry Vestine– guitare
- Richard Hite – basse
- Adolfo de la Parra – batterie
- James Shane – guitare
- Ed Beyer - piano

Musiciens supplémentaires
- Muscle Banc Cornes - cuivres
- Roger Hawkins - batterie
- Barry Beckett - claviers

Production
- Barry Beckett - Producteur
- Roger Hawkins - Producteur
- Jerry Maîtres - Ingénieur du son
- Steve Melton - Ingénieur du son